# Campioni italiani assoluti di atletica leggera - Salto in alto da fermo femminile
Questa pagina raccoglie un elenco di tutte le campionesse italiane dell'atletica leggera nel salto in alto da fermo, specialità che è stata parte del programma dei campionati solo in due edizioni: 1930 e 1931.

## Albo d'oro
| Anno | Atleta (società)                     | Prestazione |
| ---- | ------------------------------------ | ----------- |
| 1930 | Ondina Valla Virtus Atletica Bologna | 1,31 m      |
| 1931 | Lidia Bongiovanni ?                  | 1,14 m      |